# Pierre Womé
Pierre Nlend Womé (ur. 26 marca 1979 w Duali) – kameruński piłkarz występujący na pozycji obrońcy. Były zawodnik m.in. Interu Mediolan i Werderu Brema. Womé ma 181 cm wzrostu i 78 kg wagi.

## Kariera klubowa
Swoją piłkarską karierę rozpoczynał w wieku 14 lat w kameruńskim drugoligowcu, Fogape Jaunde. Udane występy w tym klubie zaowocowały transferem do silniejszego Canonu Jaunde, gdzie strzelił 13 bramek przez dwa lata gry. W roku 1995 zaliczył 30 występów, a rok później 21. Zdobył z tym klubem Puchar kraju. Podczas gry w tym klubie zadebiutował w reprezentacji Kamerunu.
Już w wieku 17 lat wziął udział w Pucharze Narodów Afryki. Dobra gra podczas tego turnieju zaowocowała transferem do Europy. Po kameruńskiego obrońcę, który nie miał jeszcze ukończonych 18 lat zgłosiła się włoska Vicenza Calcio. Debiutował tam w sezonie 1996/1997, a dokładniej 16 marca, podczas meczu Cagliari Calcio 2:1 Vicenza. Rozegrał jeszcze dwa mecze w barwach tego klubu, w całym sezonie łącznie 3, co nie zadowalało ambicji piłkarza. Odszedł do Serie B, a konkretniej do Lucchese. Tam szło mu o wiele lepiej. W 24 meczach zdobył dwie bramki. Był bardzo pewnym punktem obrony. Po sezonie ofertę gry w swoich barwach złożyła mu słynna AS Roma. Piłkarz skorzystał z propozycji i ponownie wrócił do Serie A. Trafił do klubu z Wiecznego Miasta w okresie, w którym konkurencja w obronie była wielka. Wystarczy wymienić piłkarzy, takich jak Candela, Zago, Aldair, Cafu, czy Di Biagio. Womé rozegrał tylko 8 meczów i ponownie zmienił klub. Tym razem przeniósł się do Bologny FC. W pierwszym sezonie zajął 11. miejsce, w drugim 10, a w trzecim i zarazem ostatnim 7. Łącznie rozegrał 36 meczów, w każdym z trzech sezonów raz wpisując się na listę strzelców. Pierwszego gola strzelił podczas meczu z Perugią w 50 minucie meczu (mecz był rozgrywany 19 grudnia 1999).
Rok później (2002/2003) trafił na Wyspy Brytyjskie, do Fulham Londyn. W Premiership zadebiutował 23 października 2002 roku, podczas domowego meczu z West Ham United, przegranego 0:1 (0:0), po rzucie karnym podyktowanym w 90 minucie spotkania. Na bramkę zamienił go Paolo Di Canio. Womé rozegrał cały mecz i nie może go zaliczyć do udanych. Na swojego pierwszego gola w barwach Fulham musiał czekać znacznie dłużej. Dopiero w 22 kolejce Premiership Womé udało się trafić do siatki rywala. Fulham wygrał z West Bromwich Albion 3:0, w 10 minut ogrywając rywala. (1:0 Louis Saha, 2:0 Womé, 3:0 Steed Malbranque). Więcej goli już się nie doczekał. Podczas pobytu na Wyspach 5 razy został karany żółtymi kartkami i tylko raz czerwoną. Fulham ostatecznie zajął 14. miejsce, a Pierre zdecydował się na zmianę otoczenia.
Tym razem wybór padł na hiszpański RCD Espanyol. Ówczesny trener, Javier Clemente postanowił zaufać piłkarzowi i się nie zawiódł. W pierwszej kolejce Primera División zaliczył debiut (30 sierpnia 2003), a na dodatek strzelił bramkę dającą prowadzenie 1:0 (strzelec do dziś pozostaje kontrowersyjny, a niektórzy zaliczyli tę bramkę Lopezowi Rekarte jako samobójczą), oraz otrzymał żółtą kartkę. Mecz zakończył się wynikiem 1:1, a Kameruńczyk był najlepszym piłkarzem na boisku. W barwach Espanyolu rozegrał łącznie 26 meczów, i strzelił jedną kontrowersyjną bramkę, a klub zajął 17. miejsce w lidze, tuż nad strefą spadkową i został rozczarowaniem sezonu.
Piłkarz zdecydował się wrócić do Włoch. Z propozycją wyszła Brescia Calcio i tam właśnie się przeniósł. Pierwszym meczem w tym klubie była porażka 0:1 z Udinese Calcio, 6 lutego 2005 roku. Strzelił dla Brescii trzy bramki, trzy razy wyrównując wynik na 1:1 i każdy z tych meczów kończył się remisem. 9 kwietnia z A.C. Milanem w 87 minucie (1:1), 20 kwietnia w 17 minucie z US Palermo (3:3) i 1 maja w meczu z Romą (2:2). Łącznie 16 meczów w barwach Biancoazzurrich. W sezonie 2005/2006 dość niespodziewanie został graczem Interu Mediolan. Pierwszym meczem w barwach Interu było spotkanie 3 fazy kwalifikacyjnej do Ligi Mistrzów z Szachtarem Donieck. Piłkarze z Mediolanu pewnie pokonali Ukraińców w dwumeczu, a przed Pierre’em otwarła się szansa debiutu w najbardziej elitarnych rozgrywkach na Starym Kontynencie. 13 września zadebiutował w meczu wyjazdowym z Artmedią Bratysława, wygranym 1:0. Później wystąpił jeszcze w meczach z Rangers i FC Porto, a także w rewanżu z Artmedią i Rangersami, w 1/8 z Ajaxem Amsterdam i w ćwierćfinale z Villarealem, od którego Mediolańczycy okazali się słabsi. Natomiast w Serie A pierwszym meczem Kameruńczyka był pojedynek z Livorno, wygrany 5:0, 16 października. Inter został mistrzem kraju kosztem zdegradowanego o klasę niżej Juventusu.
Przed sezonem 2006/2007 został graczem Werderu Brema i już ma na koncie Puchar DFB-Pokal. Debiutował w tym klubie 1 sierpnia w meczu z Hamburgerem SV, wygranym 2:1. Ma również na koncie występy w Lidze Mistrzów z Werderem. Grał w meczach z Levskim Sofia, Chelsea F.C. i FC Barceloną. Ta grupa okazała się dla Mistrzów Niemiec zbyt silna i zajęli 3. miejsce, premiowane startem w Pucharze UEFA. W 2008 roku został z Werderem wicemistrzem Niemiec, a latem na zasadzie wolnego transferu odszedł do beniaminka Bundesligi, 1. FC Köln. Następnie grał w gabońskim Sapins FC, rodzimych Cotonsport Garua, Canon Jaunde i UMS de Loum oraz francuskim FC Chambly. W 2015 przeszedł do US Roye.

## Reprezentacja
W reprezentacji Kamerunu debiutował 4 czerwca 1995 roku, podczas meczu z Lesotho, w wieku 17 lat. W 2000 roku grał na Igrzyskach Olimpijskich w Sydney, kiedy to „Nieposkromione Lwy” pokonały Hiszpanię 5:3 w karnych, 2:2 w regulaminowym czasie. Warto dodać, że piłkarze z Afryki przegrywali 2:0 i musieli odrabiać straty, co im się udało. Pierre Womé strzelił, decydującą o pierwszym złotym medalu dla swojego kraju, jedenastkę. Tym samym został bohaterem meczu. Hiszpanie zajęli drugie miejsce, a trzecie przypadło zespołowi z Chile. Womé może się również poszczycić Pucharem Narodów Afryki wywalczonym w 2000. Kamerun wygrał z Nigerią dopiero po serii rzutów karnych, 4:3 (2:2 po dogrywce), oraz w 2002 roku, kiedy to Kamerun pokonał Senegal 3:2, również w rzutach karnych (0:0 w regulaminowym czasie gry). Tym samym Womé i spółka powiększyli liczbę zwycięstw w PNA do 4. 8 października 2005, podczas meczu z Egiptem Womé nie trafił karnego, który zadecydował, o tym, że to Wybrzeże Kości Słoniowej kosztem Kamerunu awansowało na Mistrzostwa Świata w Niemczech. Na PNA w 2006 roku nie otrzymał powołania.

## Trofea
- Zdobywca Pucharu Kamerunu z Canonem Jaunde w 1995.
- Zdobywca Pucharu Włoch z Vicenzą Calcio w 1997.
- Złoty medal podczas Igrzysk Olimpijskich w Sydney 2000.
- Zdobywca Pucharu Narodów Afryki w 2000 i 2002.
- Zdobywca Scudetto z Interem Mediolan w 2006.

| Sezon   | Klub               | Kraj      | Flaga     | Rozgrywki            | Mecze | Bramki |
| ------- | ------------------ | --------- | --------- | -------------------- | ----- | ------ |
| 1994    | Fogape Jaunde      | Kamerun   | Kamerun   | Première Division    | 30    | 6      |
| 1995    | Canon Jaunde       | Kamerun   | Kamerun   | Première Division    | 30    | 8      |
| 1996    | Canon Jaunde       | Kamerun   | Kamerun   | Première Division    | 21    | 5      |
| 1996/97 | Vicenza Calcio     | Włochy    | Włochy    | Serie A              | 3     | 0      |
| 1997/98 | Lucchese           | Włochy    | Włochy    | Serie B              | 24    | 2      |
| 1998/99 | AS Roma            | Włochy    | Włochy    | Serie A              | 8     | 0      |
| 1999/00 | Bologna FC         | Włochy    | Włochy    | Serie A              | 14    | 1      |
| 2000/01 | Bologna FC         | Włochy    | Włochy    | Serie A              | 19    | 1      |
| 2001/02 | Bologna FC         | Włochy    | Włochy    | Serie A              | 13    | 1      |
| 2002/03 | Fulham Londyn      | Anglia    | Anglia    | Premiership          | 14    | 1      |
| 2003/04 | Espanyol Barcelona | Hiszpania | Hiszpania | Primera División     | 26    | 0      |
| 2004/05 | Brescia Calcio     | Włochy    | Włochy    | Serie A              | 16    | 3      |
| 2005/06 | Inter Mediolan     | Włochy    | Włochy    | Serie A              | 13    | 0      |
| 2006/07 | Werder Brema       | Niemcy    | Niemcy    | Bundesliga           | 28    | 2      |
| 2007/08 | Werder Brema       | Niemcy    | Niemcy    | Bundesliga           | 0     | 0      |
| 2008/09 | 1. FC Köln         | Niemcy    | Niemcy    | Bundesliga           | 18    | 0      |
| 2009/10 | 1. FC Köln         | Niemcy    | Niemcy    | Bundesliga           | 12    | 0      |
| 2010/11 | Sapins FC          | Gabon     | Gabon     | Championnat National | 17    | 0      |
| 2011/12 | Cotonsport Garua   | Kamerun   | Kamerun   | Première Division    | 2     | 0      |
| 2011/12 | Canon Jaunde       | Kamerun   | Kamerun   | Première Division    | 17    | 0      |
| 2013    | Canon Jaunde       | Kamerun   | Kamerun   | Première Division    | ?     | ?      |
| 2014    | UMS de Loum        | Kamerun   | Kamerun   | Première Division    | ?     | ?      |
| 2014/15 | FC Chambly         | Francja   | Francja   | Championnat National | 21    | 0      |
| 2015/16 | US Roye            | Francja   | Francja   | CFA                  | 18    | 2      |